# Последње краљевство
Последње краљевство (енгл. The Last Kingdom) је историјски роман британског писца Бернарда Корнвела, први пут објављен 4. октобра 2004. године, који представља прво остварење у серијалу Саксонске приче. Прича прати Утреда од Бебанбурга, саксонског племића којег су дански Викинзи киднаповали као дечака и асимиловали у њихову културу, религију и језик, пре него што га низ догађаја доведе у службу краља Алфреда од Весекса и учешћа у вишеструким биткама, укључујући чувену битку код Кинуита пред крај књиге.
Књигу је у Србији објавила издавачка кућа Отворена књига 2006. године, у преводу Драгана Стијеље Јовановића.

## Радња
Осберт је други син елдормана (ерла) Утреда, лорда од Бебанбурга у Нортамбрији. Једног дана Данци стижу на обале Бебанбурга, а први син елдормана Утреда, који се такође зове Утред, гине током извиђања. Елдорман Утред затим преименује Осберта у Утреда, сина Утредовог. Елдорман Утред, други локални племићи и њихова подигнута војска гину током катастрофалног напада на Еофервик који су заузели Данци (Велика паганска војска), а млађег Утреда је заробио дански јарл Рагнар Неустрашиви. Рагнар, импресиониран дечаковом храброшћу када га је напао, задржава га и одгаја као једног од својих синова, такође га припремајући за ратника. Утредов стриц, Елфрик, преузима Бебанбург и узурпира титулу елдормана од Утреда, законитог наследника.
Утред се спријатељи са Рагнаровим млађим сином, Рориком, и често се налази у сукобу са другим дечаком, Свеном, сином Кјартана, једног од Рагнарових бродских заповедника. Једног дана, Свен киднапује Рагнарову ћерку Тиру и допола је скида у покушају да је сексуално искористи. Утред јури на Свена, узима Свенов мач и напада га њиме. Утред, Рорик и Тира беже назад у Рагнарову дворану. Рагнар отпушта Кјартана из своје службе када Кјартан покуша да брани понашање свог сина. Он такође избија једно Свеново око дршком свог мача − додајући мрачно да би ископао оба да је Свен скинуо Тиру потпуно голу.
Утред се придружује Рагнару и Данцима у нападима широм Источне Англије, и учествује у освајањима Мерсије и Источне Англије и инвазији на Весекс. Западни Саксонци га киднапују на подстицај свештеника Беоке, старог породичног пријатеља. Он бежи из Весекса и поново се придружује Рагнару.
Утред ужива у животу са Рагнаром, али када једне ноћи изађе, Кјартан и његови људи пале Рагнарову дворану и убијају све који покушавају да побегну, осим Тире. Рагнар бира да изгори унутра уместо да умре по Кјартановим условима. Тира је заробљена и дата Свену.
Утред се затим придружује краљу Алфреду у Весексу. Тамо невољно учи да чита и пише на Алфредово инсистирање, јер краљеви војни заповедници морају да знају да читају његова писана наређења. Он добија команду над Алфредовом новом малом флотом од дванаест бродова. После битке са Данцима, састаје се са Рагнаром Млађим, најстаријим сином јарла Рагнара, и говори му како му је отац умро и да је Тира отета. Они се растају пријатељски, заклињући се да ће се једног дана осветити Кјартану и спасити Тиру.
Алфред наређује Утреду да се ожени са девојком Милдрит из Весекса како би покушао да га веже за Весекс. Утреду није речено да ће, оженивши се њоме, преузети и огроман дуг њеног покојног оца Цркви.
Након тога, Утред учествује у опсади против данског заповедника Гутрума и налази се међу групом талаца размењених када Данци и Западни Саксонци склопе мир. Живећи са Данцима у граду преко зиме, он поново среће Рагнара, који га спасава од смрти када Гутрум одлучи да прекрши мир и убије остале саксонске таоце. Утред тада бежи да пронађе своју жену, која се породила. Ода Млађи, још један елдорман из Весекса, одвео ју је на север.
Утред се бори у критичној бици код Кинуита, где убија познатог данског вођу Убу у појединачној борби. Затим јаше у Ексансистер да пронађе своју жену и новорођеног сина, уместо да одмах оде да лично обавести Алфреда о својој победи како му је саветовао његов мудрији пријатељ Леофрик.

## Ликови

### Измишљени
- Утред − елдорман Бебанбурга лишен наследства; испрва се звао Осберт.
- Јарл Рагнар Неустрашиви − дански војсковођа који одгаја Утреда као сопственог сина.
- Рагнар Рагнарсон (Рагнар Млађи) − Рагнаров старији син, Утредов похрањени брат и близак пријатељ.
- Рорик Рагнарсон − Рагнаров млађи син и Утредов пријатељ из детињства.
- Тира Рагнарсдотир − Рагнарова ћерка коју је киднаповао Кјартан.
- Брида − Саксонка из Источне Англије, Утредова љубавница и пријатељица.
- Сигрид − жена јарла Рагнара, мајка Рагнара Млађег, Рорика и Тире.
- Равн − слепи скалд и отац јарла Рагнара.
- Свен Кјартансон − Утредов заклети непријатељ и Кјартанов син.
- Кјартан − дански бродски заповедник који убија јарла Рагнара.
- Отац Беока − Алфредов свештеник и Утредов породични пријатељ.
- Милдрит − Утредова побожна супруга из Весекса.
- Леофрик − Утредов пријатељ, ратник и бродски заповедник.
- Ода Млађи − син елдормана Оде и Утредов непријатељ.
- Елфрик − Утредов стриц и узурпатор Бебанбурга.
- Лорд Утред од Бебанбурга − Утредов отац.
- Гита − Утредова маћеха, касније се удаје за Елфрика.
- Отац Вилиболд − западносаксонски свештеник који служи Алфреда и Утредов пријатељ.

### Историјски
- Алфред Велики − краљ Весекса.
- Етелфлед − Алфредова најстарија ћерка.
- Еркенвалд − бискуп и Алфредов капелан.
- Гутрум Несрећни − дански војсковођа.
- Уба Рагнарсон − дански војсковођа кога се многи плаше, старији брат Ивара и Халфдана.
- Ивар Рагнарсон (Ивар Бескосни) − дански војсковођа кога се многи плаше, брат Убе и Халфдана.
- Халфдан Рагнарсон − дански војсковођа, млађи брат Убе и Ивара.
- Елсвит − Алфредова супруга.
- Етелволд − Алфредов нећак и Утредов пријатељ.
- Елдорман Ода − елдорман Весекса.
- Краљ Едмунд − краљ Источне Англије.
- Краљ Осберт − краљ Нортамбрије.